# Billard Nicolas
Le billard Nicolas est un jeu d'adresse, de la famille des billards, inventé par Nicolas Redler en 1894.

## Nicolas Redler
Nicolas Redler (Longeville-lès-Saint-Avold 1851 - Épinay-sur-Seine 1919) est l'inventeur français du billard Nicolas dont le brevet a été enregistré le 30 juillet 1894 pour une durée de 15 ans, sous le no 240396, au nom de Redler – le prénom n'est pas mentionné –, et libellé « Nouveau jeu, dit billard Nicolas ». Le résumé complet du brevet est donné dans le supplément de la revue L'Ingénieur civil du 15 mars 1895 : « Nouveau jeu, dit Billard-Nicolas. – Il consiste en une table pourvue d'un rebord, dans laquelle sont pratiquées des cavités défendues chacune par un joueur qui doit empêcher au moyen d'un soufflet une bille lancée sur la table, de tomber dans cette cavité ». 
L'identité complète de l'inventeur, Nicolas Redler, apparaît dans le supplément Nouvelles scientifiques de l'hebdomadaire La Nature du 11 mai 1895. Le jeu y est appelé « Jouet du billard circulaire à soufflets ».
En 1895, le billard Nicolas était fabriqué par la maison "J.-A. Jost (Jean-Anatole Jost)", sise alors au 120 rue Oberkampf à Paris.
André Clipet dans son histoire d'Épinay-sur-Seine mentionne que ne pouvant exploiter le brevet, par manque d'argent, Nicolas Redler le vendit sans grand profit, et il précise : « En 1899, il acheta à Épinay-sur-Seine un terrain sur lequel il fit construire un établissement qu'il baptisa Billard Nicolas comprenant un café, une salle de danse et quelques logements ; le bâtiment porte en façade une mosaïque représentant un billard Nicolas au-dessus d'une horloge en partie cachée par une terrasse construite après coup. Ainsi naquit l'établissement tenu jusqu'à sa mort en 1919, par son créateur Nicolas Redler et dont le nom s'est étendu au quartier qui s'est ensuite édifié tout autour. Mais, depuis 1956, on ne danse plus au « Billard Nicolas », transformé en station service pour automobiles. Depuis la station service fut remplacée par un garage avant d'être finalement remplacée par un magasin de vente de pièces détachées pour automobiles. »

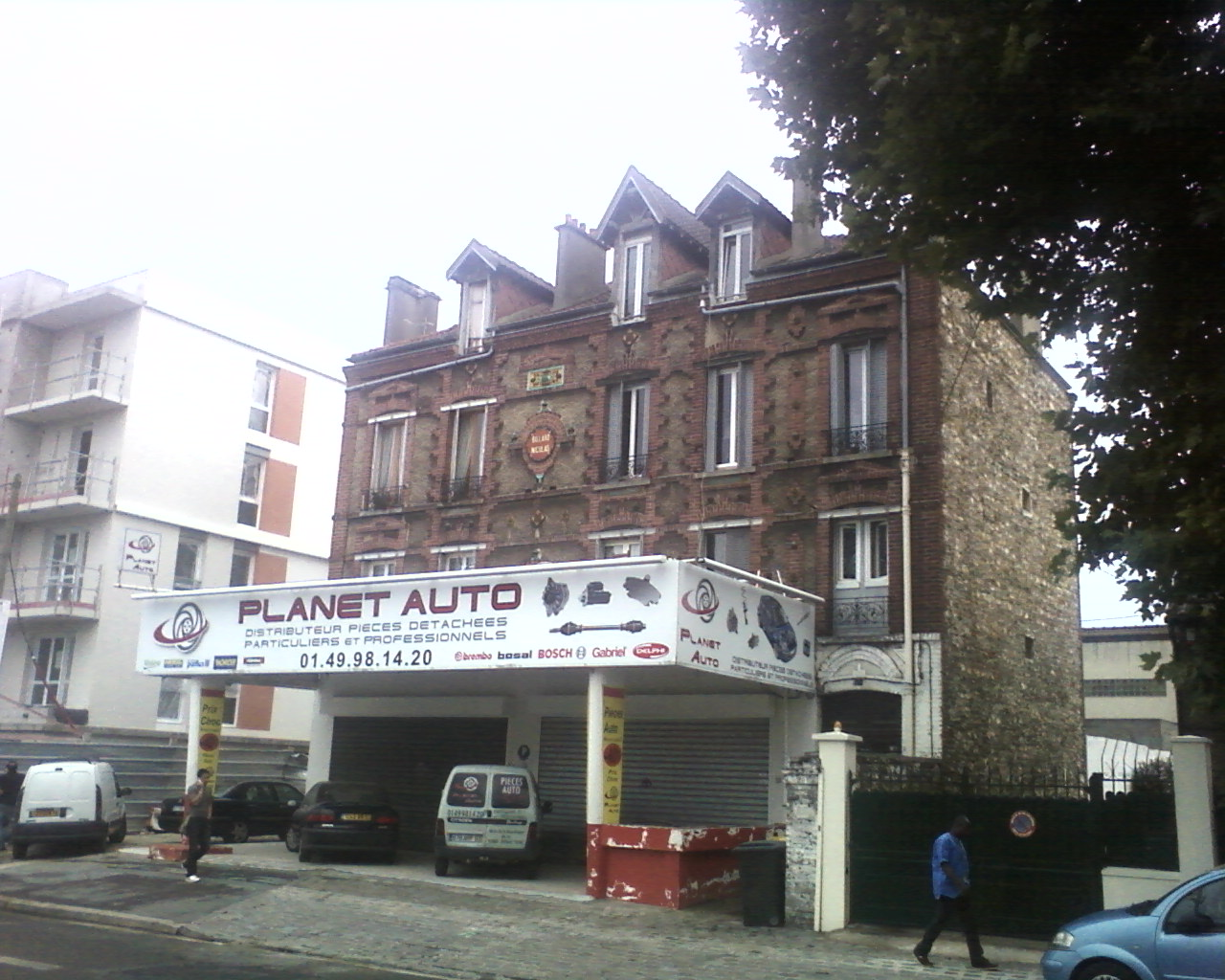
La Villa Nicolas, bâtie vers 1899 par Nicolas Redler, l'inventeur du Billard Nicolas, qui tenait lieu de résidence et de café où on jouait pour la première fois au billard Nicolas.

## Matériel
Le billard Nicolas se présente sous la forme d'une piste circulaire, bordée d'une bande munie de quatre supports en forme de lyres, destinées à y placer le bec de quatre poires soufflantes en caoutchouc – soufflets – pouvant y pivoter librement.
Un trou circulaire est pratiqué dans la piste, contre la bande, en regard de chaque lyre.
Aujourd'hui, à côté du billard Nicolas traditionnel, d'autres sont proposés qui disposent de trois et même de six trous, pour autant de joueurs. Les accessoires – billes, lyres, becs et soufflets – se trouvent aussi facilement sur le marché, et peuvent être notamment utilisés pour restaurer des billards Nicolas anciens.
Dans les pays anglo-saxons, il est connu sous le nom de puff billiard ou celui de pneumatic billiard.

## Règle
Le jeu est pratiqué par quatre joueurs, qui après avoir installé leur soufflet dans un des supports, tentent de diriger – en projetant des jets d'air – une petite bille en liège vers un des trous adverses, et d'éviter qu'elle ne tombe dans le leur.
Chaque bille logée coûte un point au joueur qui l'a reçue. Celui-ci lance alors la bille sur la piste et la partie continue.
Les joueurs comptabilisent leurs points perdus à l'aide d'un boulier disposé sur le rebord du billard à proximité de chaque lyre. Le gagnant est celui qui aura reçu le moins de balles dans son camp.

## Billard Nicolas dans les arts et la culture

### Littérature
- Pierre Bost, Le Scandale, Gallimard, Paris, 1931
  - p.377 : Il était près de quatre heures du matin ; plusieurs tables de bridge étaient occupées ; dans un coin on jouait au billard Nicolas, jeu que Jean avait mis à la mode, au sous-sol de la Belle Ferronnière.

### Cinéma
Le jeu apparaît dans le film " Adorables créatures " réalisé en 1952 par Christian-Jaque.